# Clauses dans le bail commercial
Le bail commercial étudié en cet article, concerne exclusivement celui qui a été conclu ou renouvelé depuis le 1er septembre 2014, suivant décret du 3 novembre 2014, répertorié sous Identifiant Européen de la Législation  (European Legislation Identifier, ELI). 
En droit des baux commerciaux, la rédaction de chacune des clauses contractuelles qui vont composer le futur bail nécessite une analyse approfondie et une lecture exégétique des textes en la matière puisque toute clause devra produire effet pour des périodes très éloignées dans le temps et en considération de textes légaux ou règlementaires dont l'évolution aura profondément modifié la relation locative de référence.

## Accession
Tous travaux, aménagements, et améliorations qui seraient faits par le  preneur seront sa propriété tant que celui-ci conservera la jouissance des biens  loués, et deviendront en fin de jouissance, la propriété du bailleur.
ou bien :
Tous travaux, aménagements, et améliorations qui seraient faits par le  preneur seront sa propriété tant que celui-ci conservera la jouissance des biens  loués, et deviendront en fin de bail, la propriété du bailleur.

## Animaux
Le locataire ne pourra avoir dans les lieux aucun animal pouvant incommoder les voisins par ses cris, sa malpropreté ou la mauvaise odeur qu'il dégagerait, ou dangereux ou agressif.

## Assurances
Le locataire devra assurer et maintenir assurés contre l'incendie, le vol, les dégâts des eaux, les courts circuits pendant toute la durée du bail desdits locaux tous les aménagements qu'il aura apportés aux locaux loués, les objets, mobiliers, matériels ou immatériels et marchandises lui appartenant les garnissant, tous dommages immatériels consécutifs et notamment ses pertes d'exploitation, la perte totale ou partielle de son fonds de commerce, le recours des voisins ainsi que sa responsabilité civile envers tous tiers, notamment au titre d'accidents corporels survenus dans le local ou dont le preneur pourrait être responsable, auprès d'une compagnie d'assurances notoirement solvable, acquitter exactement les primes ou cotisations de cette assurance et justifier du tout au bailleur à chaque réquisition de celui-ci.

## Bonne foi
Les parties déclarent que les dispositions de ce bail ont été, en respect des dispositions impératives de l'article 1104 du Code civil, négociées de bonne foi, et qu'en application de celles de l'article 1112-1 du même Code, toutes les informations connues de l'une dont l'importance est déterminante pour le consentement de l'autre, ont été révélées.

## Cautionnement

### Caution simple (personne physique)
En me portant caution de X...................., dans la limite de la somme de.................... couvrant le paiement du principal, des intérêts et, le cas échéant, des pénalités ou intérêts de retard et pour la durée de...................., je m'engage à rembourser au prêteur les sommes dues sur mes revenus et mes biens si X.................... n'y satisfait pas lui-même.

### Caution solidaire (personne physique)
En renonçant au bénéfice de discussion défini à l'article 2298 du Code civil et en m'obligeant solidairement avec X je m'engage à rembourser le créancier sans pouvoir exiger qu'il poursuive préalablement X ".

## Cession
Le preneur ne pourra en aucun cas et sous aucun prétexte, sous-louer en totalité ou en partie, sous quelque forme que ce soit, les biens loués, les prêter, même à titre gratuit.
Il ne pourra, en outre, céder son droit au présent bail si ce n’est à son successeur dans son commerce, mais en totalité seulement, et avec l'accord écrit du bailleur.
En cas de cession, il demeurera garant pendant la période triennale et répondra solidairement avec le cessionnaire et tous ses successeurs du paiement des loyers et accessoires et de l’entière exécution des conditions du présent bail.
Une copie de la cession enregistrée devra être remise au bailleur sans frais pour lui, dans le mois de la signature et le tout à peine de nullité de la cession à l’égard du bailleur et de résiliation des présentes, si bon lui semble, le tout indépendamment de la signification prescrite par l’article 1690 du Code Civil.
Toutefois, le bailleur aura la faculté de préempter en cas de cession du fonds de commerce.

## Changement d'état
Le changement d'état du locataire ou de l'occupant, qu'il soit personne physique ou morale, devra être notifié au bailleur, dans le mois de l'événement.
En cas de modification des statuts de la société preneuse (transformation, changement de dénomination ou de raison sociale, changement de siège social, changement de gérant, etc.), elle devra signifier au bailleur dans le mois de la modification, le changement intervenu.

## Clause résolutoire
Il est stipulé en la commune volonté des parties qu'à défaut de paiement à son échéance d'un seul terme de loyer et charges, d'inexécution d'une seule des conditions du bail et un mois après un simple commandement de payer demeuré  infructueux, le présent bail sera résilié.
ou bien :
À défaut de paiement à son échéance exacte d'un seul terme de loyer ou de tout rappel de loyer consécutif à une augmentation de celui-ci, comme à défaut de remboursement de frais, taxes locatives, imposition, charges, ou frais de poursuite, et prestations qui en constituent l'accessoire, et notamment du commandement destiné à faire jouer la présente clause, ou enfin à défaut de l'exécution de l'une ou l'autre des clauses et conditions du présent bail ou du règlement de copropriété qui fait également la convention des parties, ou encore d'inexécution des obligations imposées aux locataires par la loi ou les règlements, et un mois après un commandement de payer ou une sommation d'exécuter restés sans effet, le présent bail sera résilié de plein droit.

## Conciliation
En cas de litige entre les parties, l'une d'elles pourra préalablement à toute instance judiciaire soumettre leur différend à un conciliateur désigné et missionné par le bâtonnier de l'Ordre des Avocats ou le président de la Chambre des Notaires dont dépend le rédacteur de l'acte.
L'Institution désignée sera saisie sans forme ni frais.
Cette clause ne s'appliquera pas aux litiges ayant pour cause la défaillance du débiteur ou l'exigibilité d'une créance.

## Destination
Le bien immobilier, objet du présent bail est destiné à l’usage exclusif de l'activité du preneur telle que définie au registre du commerce.

## Destruction
Si les locaux, objet du bail, venaient à être détruits, en totalité par vétusté, vices de construction, faits de guerre, guerre civile, émeutes ou cas fortuit ou pour toute autre cause, indépendante de la volonté du bailleur, le présent bail serait résilié de plein droit sans indemnité.
Si toutefois, les locaux loués n'étaient détruits ou rendus inutilisables que partiellement, le locataire ne pourrait obtenir qu'une réduction du loyer en fonction des surfaces détruites, à l'exclusion de la résiliation du bail.

## Diagnostic de performance énergétique
Conformément aux dispositions de l'article L.134-3-1 du code de la Construction et de l'habitation, le diagnostic de performance énergétique prévu à l'article L.134-1 du Code de la construction et de l'habitation est joint aux présentes.
Le locataire est informé que le présent diagnostic n'a qu'une valeur informative et qu'il ne pourra s'en prévaloir à l'encontre du bailleur

## Durée
Le présent bail, régi par les articles L145-1 et suivants du code du commerce, est consenti et accepté pour une durée de 9 (neuf) années entières et consécutives qui commence à courir à compter de ce jour.

## Droit d’accès et de visite des lieux
Le preneur autorise l’accès des lieux loués au bailleur ainsi qu’à son représentant, son architecte et ses entreprises aussi souvent qu’il est nécessaire pour en constater l’état et exécuter des travaux sur les parties communes ou équipements communs, sous la seule réserve pour le bailleur, sauf en cas d’urgence, de l’en aviser quarante huit heures à l’avance.

## Échelle mobile
Le loyer ci-dessus fixé est affecté d'une clause d'échelle mobile et sera susceptible de varier proportionnellement  à l'Indice des Loyers Commerciaux (ILC) publié trimestriellement  par l'I.N.S.E.E. La valeur de l'indice de référence sera celui du trimestre en cours au moment de la signature de l'acte.

## Élection de domicile
Pour l’exécution des présentes, il est fait élection de domicile, pour le bailleur en son au siège, pour le preneur, dans les lieux loués.
ou bien : 
Pour l'exécution du présent acte et notamment la réception de tous actes extrajudiciaires ou de poursuites, les parties font élection de domicile en leurs demeures respectives.

## Expropriation
En cas d’expropriation pour cause d’utilité publique, le bail est résilié purement et simplement, sans indemnité à la charge du bailleur.

## Frais de rédaction et d'actes
Le preneur paiera tous les frais et honoraires du présent acte, et le cas échéant, les droits d'enregistrement, ainsi que tous les frais et droits  qui en seraient la suite ou la conséquence.
Le preneur ou ses ayants droit devra, en outre, rembourser au bailleur les frais des actes d'huissier, des mises en demeure et des frais de justice, motivés par des infractions aux clauses et conditions du présent bail ou aux dispositions règlementaires ou légales.
L'enregistrement du présent acte est requis au droit fixe.

## Gardiennage
Le preneur fera son affaire personnelle du gardiennage et de la surveillance des locaux loués, le bailleur ne pouvant en aucun cas et à aucun titre être responsable des vols ou détournements dont le preneur pourrait être victime dans les locaux loués.

## Loyer
Le loyer convenu sera payable mensuellement et d'avance entre les mains du bailleur par virement bancaire qui sera effectué par le locataire sur le compte bancaire du bailleur le 1er de chaque mois. Le premier paiement aura lieu le ++++.
Le bailleur sera tenu de délivrer gratuitement quittance. Toute quittance remise lors de paiement par chèque le sera sous réserve de l'encaissement effectif du chèque.

## Loyer du bail renouvelé
Il est expressément convenu entre les parties que lors du renouvellement du bail, le loyer sera fixé en application des règles du plafonnement édictées par l'article L145-34 du Code de commerce et donc dans la mesure de la variation de l'indice national trimestriel mesurant le coût de la construction ou, s'ils sont applicables, l'indice trimestriel des loyers commerciaux ou l'indice trimestriel des loyers des activités tertiaires, publiés par l'INSEE. Chacune des parties s'interdit donc de se prévaloir d'une éventuelle modification notable des éléments mentionnés à l'article L.145-33, 1° à 4° du Code de commerce pour obtenir la fixation du loyer à la valeur locative.
Cette clause ne recevra application que lors du premier renouvellement qui suivra la conclusion du présent bail. Les règles fixées par l'article L.145-34 du Code de commerce retrouveront leur empire lors des renouvellements suivants.

## Parasites
Le locataire s'engage à détruire les parasites, insectes, rats, souris, etc., dans les parties privatives, aussi bien dans les lieux loués que dans leurs annexes  (cave, grenier...). Si l'efficacité des mesures d'hygiène est subordonnée à une intervention dans l'ensemble de l'immeuble, le locataire donnera libre accès des lieux loués au personnel chargé de cette opération et il supportera sa part contributive des frais y afférents. En toute hypothèse, le bailleur ne pourra être tenu pour responsable des dommages qui pourraient être occasionnés par les rongeurs aux biens du preneur (archives).

## Remise des clefs
Vu l'article 1737 du Code civil, le bail cesse de plein droit à l'expiration du terme fixé, lorsqu'il a été fait par écrit, sans qu'il soit nécessaire de donner congé. Toutefois, seule la remise effective des clefs au bailleur en personne ou à un mandataire dûment habilité à les recevoir, permet de formaliser la restitution définitive des lieux loués.

## Sinistres
Le preneur doit tenir informé sans délai, le bailleur ou son mandataire, de tous sinistres survenus dans les locaux loués. Il doit informer immédiatement le bailleur de toute réparation rendue nécessaire par toute déprédation ou dégradation quand bien même il n’en résulterait aucun dégât apparent, sous peine d’être tenu pour responsable de toute aggravation directe ou indirecte résultant de son silence ou de son retard, notamment vis-à-vis des assureurs du bailleur.

## Surveillance du personnel
Le locataire devra exercer une surveillance constante sur son personnel, veiller à sa bonne tenue, faire en sorte qu'il ne stationne pas dans la cour de l'immeuble ni dans les autres lieux communs, et qu'il ne trouble pas les autres occupants de l'immeuble par des cris, des conversations, des chants ou de toute autre manière.

## Tolérance
Toutes les tolérances de la part du bailleur relatives aux clauses et conditions du présent bail, quelles qu’en aient pu en être la fréquence et la durée, ne peuvent en aucun cas être considérées comme apportant une modification ou suppression à ces conditions, ni comme génératrices d’un droit quelconque, le bailleur pouvant à tout moment y mettre fin.

## Vices cachés
Le bailleur ne sera pas tenu à la garantie des vices cachés pouvant affecter le sol, le sous-sol ou les bâtiments.